# فرودگاه شمال‌شرقی فیلادلفیا
فرودگاه شمال‌شرقی فیلادلفیا (به انگلیسی: Northeast Philadelphia Airport) یک فرودگاه همگانی بهره‌برداری هوایی با کد یاتا PNE است که یک باند فرود آسفالت دارد و طول باند آن ۲۱۳۴ متر است. این فرودگاه در کشور ایالات متحده آمریکا قرار دارد و در ارتفاع ۳۷ متری از سطح دریا واقع شده است.